# Surface Pro X

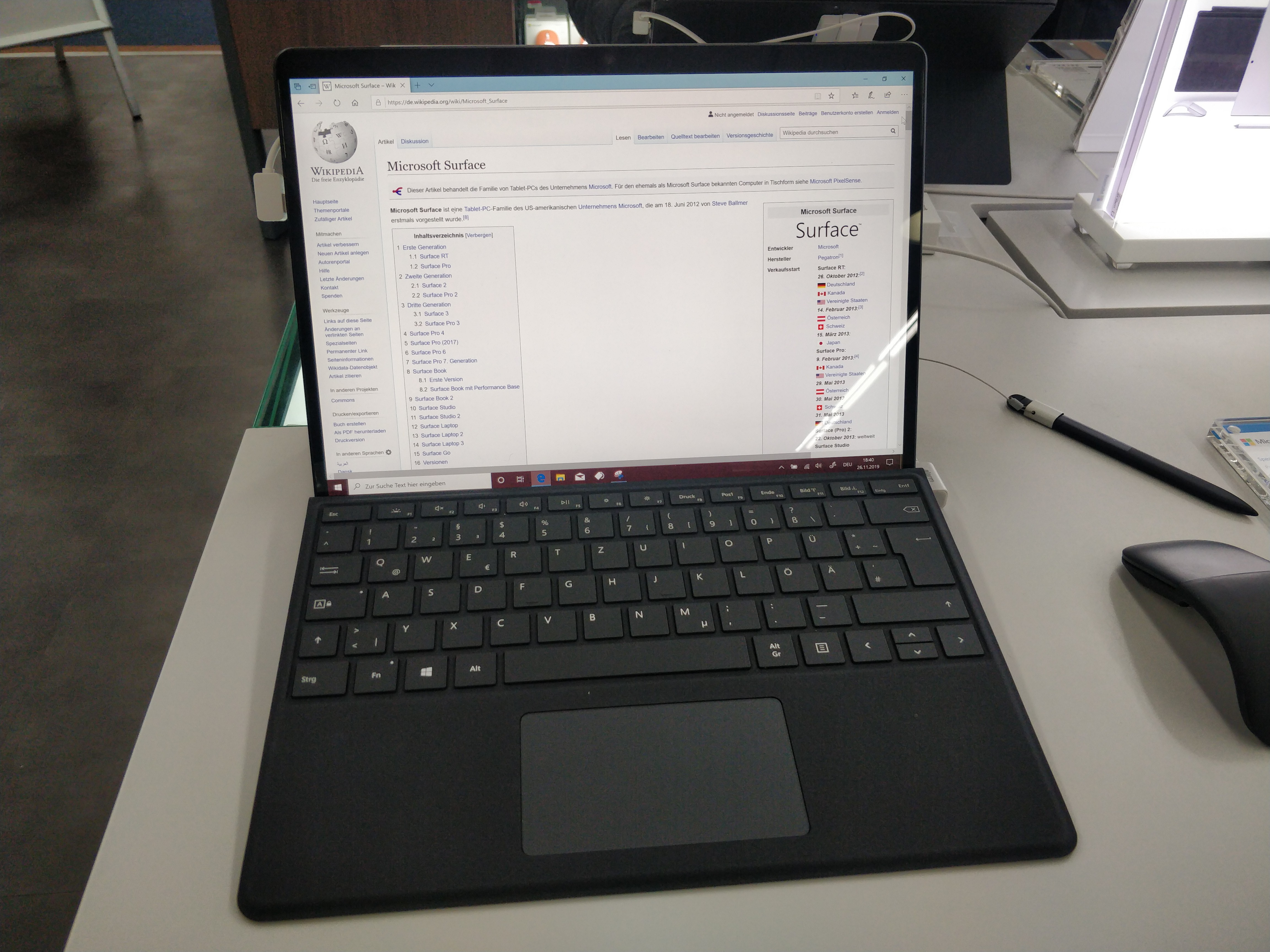
Surface Pro X

La Surface Pro X es una tableta desmontable 2 en 1 desarrollada por Microsoft. La séptima generación de la Surface Pro se establece el 2 de octubre de 2020, y la Surface Pro 7 y la Surface Laptop 3 el 2 de octubre de 2019.  Un hardware actualizado fue anunciado junto con Surface Laptop Go y los accesorios de Surface el 1 de octubre de 2020 . El dispositivo comienza en $999/£999.US
A diferencia de cualquier Surface Pro anterior, la Surface Pro X viene con un procesador Microsoft SQ1 o SQ2. Microsoft afirma que tiene un rendimiento tres veces superior al de un Macbook Air y que su batería dura 13 horas. Esto se debe a que los procesadores ARM son mucho más eficientes en cuanto a energía que los tradicionales procesadores X86. La desventaja de esto es que debido a que la arquitectura ARM es actualmente poco común en el mercado de los PC, sólo ciertas aplicaciones son capaces de ejecutarse de forma nativa en esta arquitectura, y aquellas que no tienen que correr a través de un emulador de 32 bits (x86), lo que reduce el rendimiento. Microsoft ha utilizado anteriormente procesadores ARM en los sistemas operativos descontinuados Surface RT y Windows Phone.

## Configuración
El Surface Pro X comienza en 999$/£999 para el modelo más barato, con 8 GB de RAM y 128 GB de almacenamiento.
El dispositivo puede ser comprado con 8 GB o 16 GB de RAM. Los usuarios también pueden elegir entre 128 GB, 256 GB y 512 GB de almacenamiento.
| Surface Pro X configuration options | Surface Pro X configuration options | Surface Pro X configuration options | Surface Pro X configuration options | Surface Pro X configuration options | Surface Pro X configuration options | Surface Pro X configuration options |
| Price Tier in USD                   | Price Tier in USD                   | CPU                                 | GPU                                 | RAM                                 | Internal storage                    | Colors                              |
| Consumer                            | Business                            | CPU                                 | GPU                                 | RAM                                 | Internal storage                    | Colors                              |
| ----------------------------------- | ----------------------------------- | ----------------------------------- | ----------------------------------- | ----------------------------------- | ----------------------------------- | ----------------------------------- |
| 1000                                | 1100                                | Microsoft SQ1                       | Adreno 685                          | 8 GB                                | 128 GB                              | B                                   |
| 1300                                | 1400                                | Microsoft SQ1                       | Adreno 685                          | 8 GB                                | 256 GB                              | B                                   |
| 1500                                | 1600                                | Microsoft SQ1                       | Adreno 685                          | 16 GB                               | 256 GB                              | B                                   |
| 1500                                | 1600                                | Microsoft SQ2                       | Adreno 690                          | 16 GB                               | 256 GB                              | B P                                 |
| 1800                                | 1900                                | Microsoft SQ1                       | Adreno 685                          | 16 GB                               | 512 GB                              | B                                   |
| 1800                                | 1900                                | Microsoft SQ2                       | Adreno 690                          | 16 GB                               | 512 GB                              | B P                                 |

## Hardware
El Surface Pro X es la séptima adición a la línea de Surface Pro. La tableta está destinada a ser un PC que va a cualquier lugar y hace cualquier cosa.
El dispositivo usará un Microsoft SQ1 o SQ2 Procesadores ARM codesarrollados por Qualcomm, basados en el Snapdragon 8cx Procesadores Gen 1 y Gen 2 respectivamente. Un módem X24 LTE de Qualcomm también está presente en el dispositivo para ambos procesadores. Para conectarse, se puede insertar una tarjeta eSIM o una nano tarjeta SIM para LTE.
La pantalla del dispositivo es una pantalla táctil de 13 pulgadas, lo que hace que una pantalla más grande se convierta en el conocido factor de forma del Surface Pro 7, haciéndolo delgado y elegante. Los biseles son más pequeños comparados con los dispositivos Surface Pro.
El dispositivo es más delgado y tiene bordes más redondeados con una construcción de acabado negro mate en platino y acabado negro.
El dispositivo contiene 2 puertos USB C, un eSIM y una ranura para tarjetas SIM para LTE, un SSD extraíble, y el puerto Surface Connect para la carga. No hay ninguna ranura para tarjetas microSD y un conector para auriculares en la tableta, lo que obliga a sus usuarios a usar dongles y auriculares habilitados para USB C o Bluetooth.
Su batería puede durar hasta 13 horas de uso.

## Software
El Surface Pro X viene preinstalado con Windows 10 Home y no el versión 1903, y no el Windows RT que fue desarrollado por Microsoft en el pasado para dispositivos ARM como el Surface RT.
El Surface Pro X es compatible con aplicaciones x86, ARM32 y ARM64 UWP de la Microsoft Store, así como con aplicaciones de escritorio x86, ARM32 y ARM64 obtenidas de otras fuentes. Las aplicaciones ARM32 y ARM64 funcionan de forma nativa sin ninguna emulación, mientras que las aplicaciones x86 (Win32) funcionan bajo emulación. x64 emulation is reported to be a forthcoming feature. Además, Hyper-V puede ser instalado en dispositivos ARM64 como el Surface Pro X que ejecuta las ediciones Pro o Enterprise de Windows 10.